# شهرستان یوژنو-کوریلسکی
شهرستان یوژنو-کوریلسکی (به لاتین: Yuzhno-Kurilsky District) یک شهرستان در روسیه است که در استان ساخالین واقع شده‌است.